# Varronilla (cràter)
Varronilla és un cràter amb coordenades planetocèntriques de 46.92 ° de latitud nord i 200.17 ° de longitud est, sobre la superfície de l'asteroide del cinturó principal (4) Vesta. Fa 158.45 km de diàmetre. El nom adoptat com a oficial per la UAI el cinc de febrer de 2014 fa referència a Varronilla, verge vestal romana.